# Fiat-Ansaldo A.120
L'Ansaldo A.120, dal 1926 ridesignato Fiat-Ansaldo A.120 dopo l'acquisizione dell'azienda da parte del gruppo FIAT, fu un monomotore da ricognizione biposto ad ala alta a parasole sviluppato dall'azienda italiana Ansaldo e prodotto, oltre che dalla stessa, anche dalla Fiat Aviazione negli anni venti del XX secolo.
Adottato principalmente dai reparti della Regia Aeronautica, che lo impiegò durante il periodo interbellico, riscosse un discreto successo nell'esportazione entrando in servizio nelle aeronautiche militari di Austria e Lituania.

## Descrizione tecnica
L'A.120 conservava l'aspetto generale, per l'epoca convenzionale, dei modelli dal quale venne estrapolato: monomotore biposto ad ala alta con carrello fisso.
La fusoliera, a sezione rettangolare, realizzata con struttura in tubi d'acciaio saldati e ricoperta di tela verniciata, era caratterizzata da due abitacoli aperti in tandem, l'anteriore destinato al pilota ed il posteriore all'osservatore con mansioni anche di mitragliere. Posteriormente terminava in un impennaggio classico monoderiva dotato di piani orizzontali controventati superiormente da una coppia di montanti obliqui per lato.
La configurazione alare era monoplana, posizionata alta a parasole e controventata da una coppia di lunghi diagonali per lato che collegavano il centro di ciascuna semiala alla parte inferiore della fusoliera incernierati sulla struttura del carrello.
Il carrello d'atterraggio era fisso, molto semplice, montato su una struttura tubolare ammortizzata al di sotto della fusoliera, dotato di ruote di grande diametro collegate da un asse rigido ed integrato posteriormente con un pattino d'appoggio anch'esso ammortizzato.
La propulsione, nella versione di serie, era affidata ad un motore Fiat A.22T, un 12 cilindri a V raffreddato a liquido in grado di esprimere una potenza pari a 550 CV (405 kW), posizionato all'apice anteriore della fusoliera, racchiuso da un cofano metallico ed abbinato ad un'elica bipala in legno a passo fisso.
L'armamento era costituito da una o due mitragliatrici calibro 7,7 mm posizionate in caccia più un'altra, sempre calibro 7,7 mm, montata su supporto brandeggiabile ad anello sull'abitacolo posteriore.

## Versioni
A.120
prototipo, equipaggiato con un motore Lorraine 12Db e realizzato in 2 esemplari.
A.120bis
prototipo, versione migliorata equipaggiata con un motore Fiat A.20.
A.120 Ady
versione di produzione in serie equipaggiata con un motore Fiat A.22, realizzata in 57 esemplari.
A.120R
versione modificata su specifiche dell'aeronautica militare austriaca, caratterizzata da un impianto di raffreddamento dotato di radiatore a tunnel posizionato sotto il naso e modifiche all'abitacolo posteriore, realizzata in 6 esemplari.

## Utilizzatori

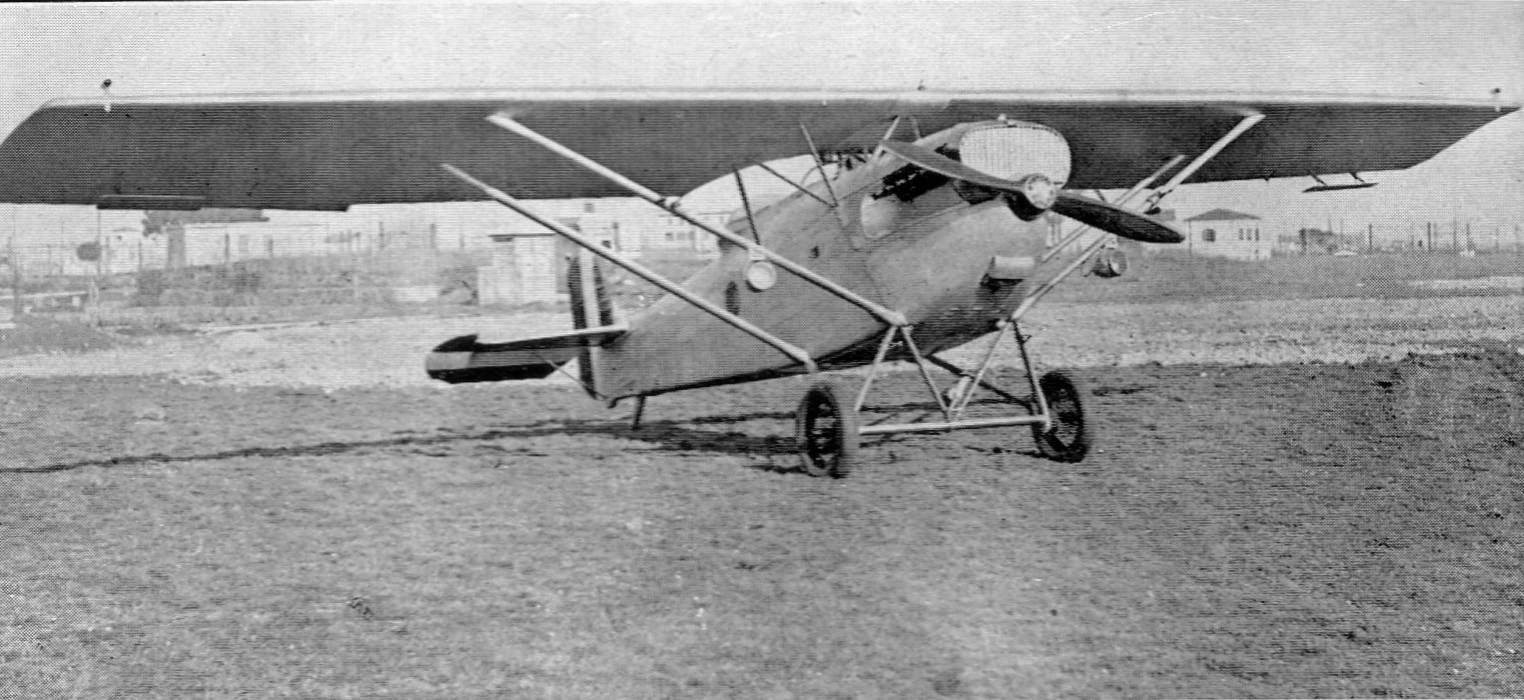
Vista anteriore sinistra dell'A.120 in livrea Regia Aeronautica.

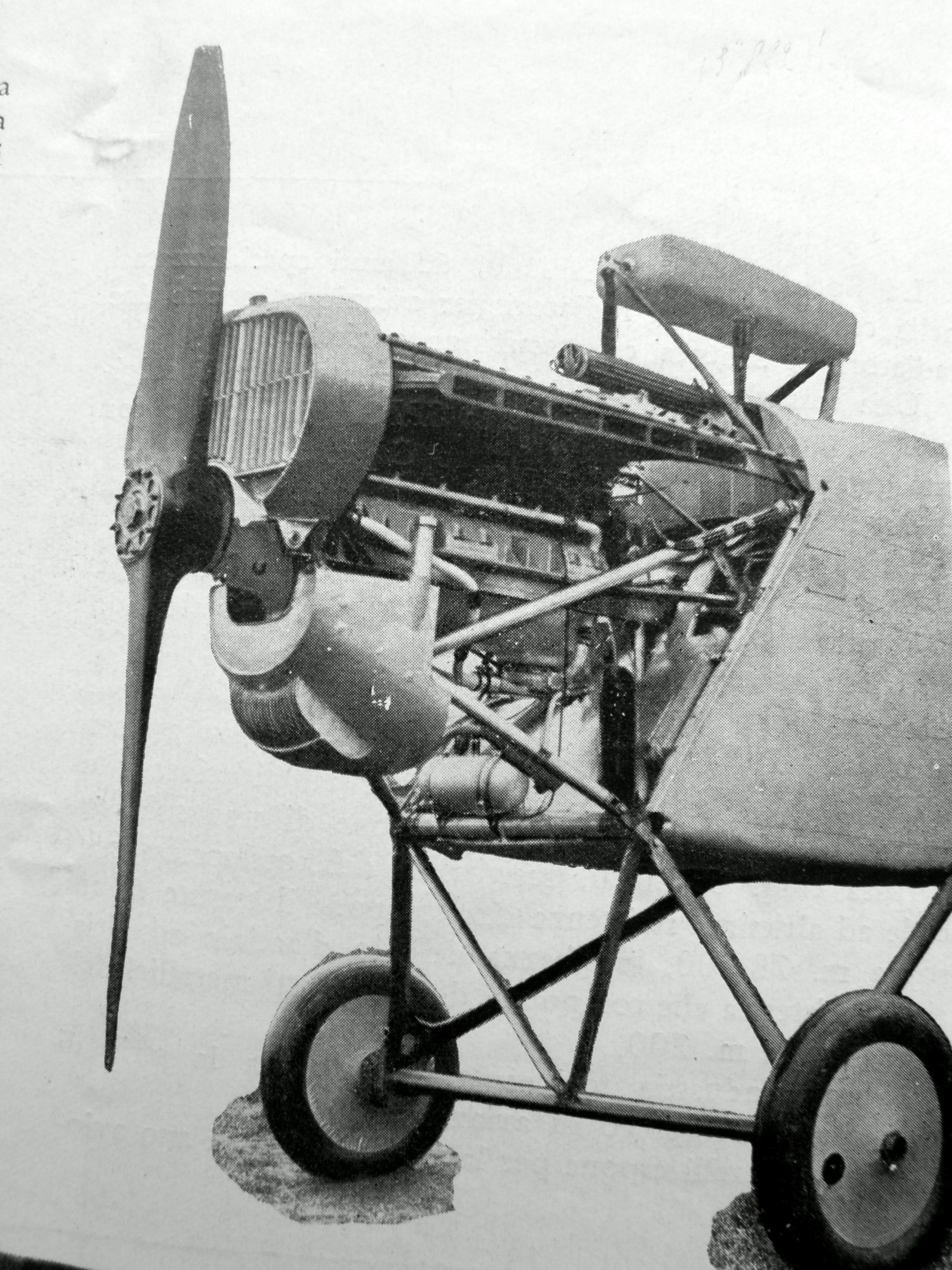
Dettaglio parte anteriore.

Austria
- Luftwaffen Kommando Österreich

 Italia
- Regia Aeronautica

 Lituania
- Karinės oro pajėgos